# José Mercedes
José Mercedes del Rosario, detto Maita (Santo Domingo, 19 marzo 1964), è un ex cestista e allenatore di pallacanestro dominicano.

## Carriera
Con la Rep. Dominicana ha disputato tre edizioni dei Campionati americani (1989, 1993, 1997).